# Ministre des Sports (Canada)
Le secrétaire d'État aux Sports est un ministre du cabinet du gouvernement du Canada responsable de la division Sport Canada au sein du ministère du Patrimoine canadien.

## Historique
Le titre ministériel a changé à de nombreuses reprises depuis la création du poste en 1961, généralement en fonction du ministère dont le titulaire relève. Il était à l'origine connu sous le nom de ministre du Sport amateur, relevant du ministre de la Santé. Le poste a ensuite été relégué au rang de ministre d'État en 1976, pour revenir en tant que poste ministère à part entière en 2015. Cette année-là, le titre a été changé pour ministre des Sports et des Personnes handicapées à la suite de la nomination de Carla Qualtrough et de l'ajout de la responsabilité envers le handicap au Canada au portefeuille. 
En 2018, peu de temps après que Kirsty Duncan a pris ses fonctions, le nom a été changé à ministre des Sciences et des Sports. Après l'élection fédérale de 2019, le premier ministre Justin Trudeau n'a pas nommé de ministre délégué aux Sports, laissant cette responsabilité au ministre du Patrimoine canadien, Steven Guilbeault à l'époque,. Après l'élection fédérale de 2021, Pascale St-Onge est nommée ministre des Sports. Lors du remaniement de juillet 2023, Carla Qualtrough retrouve le poste avec le titre de ministre des Sports et de l'Activité physique. Lors du remaniement de décembre 2024, Terry Duguid devient le nouveau ministre des Sports.
En mai 2025, le poste devient un secrétaire d'État aux Sports au sein du gouvernement de Mark Carney.

## Liste des titulaires
| Titulaire Intitulé                                        | Titulaire Intitulé                                        | Titulaire Intitulé                                                | Parti                                                     | Début            | Fin              | Cabinet       | Ministère                                                    |
| --------------------------------------------------------- | --------------------------------------------------------- | ----------------------------------------------------------------- | --------------------------------------------------------- | ---------------- | ---------------- | ------------- | ------------------------------------------------------------ |
|                                                           |                                                           | Carla Qualtrough Ministre des Sports et des Personnes handicapées | Libéral                                                   | 4 novembre 2015  | 27 août 2017     | 29e (Trudeau) | Patrimoine canadien                                          |
|                                                           |                                                           | Kent Hehr Ministre des Sports et des Personnes handicapées        | Libéral                                                   | 28 août 2017     | 24 janvier 2018  | 29e (Trudeau) | Emploi et Développement social Canada et Patrimoine canadien |
|                                                           |                                                           | Kirsty Duncan, Ministre des Sports et des Personnes handicapées   | Libéral                                                   | 25 janvier 2018  | 17 juillet 2018  | 29e (Trudeau) | Emploi et Développement social Canada et Patrimoine canadien |
|                                                           |                                                           | Kirsty Duncan Ministre des Sciences et des Sports                 | Libéral                                                   | 18 juillet 2018  | 19 novembre 2019 | 29e (Trudeau) | Industrie Canada et Patrimoine canadien                      |
| Fonctions assurées par le ministre du Patrimoine canadien | Fonctions assurées par le ministre du Patrimoine canadien | Fonctions assurées par le ministre du Patrimoine canadien         | Fonctions assurées par le ministre du Patrimoine canadien | 20 novembre 2019 | 25 octobre 2021  | 29e (Trudeau) | Patrimoine canadien                                          |
|                                                           |                                                           | Pascale St-Onge, Ministre des Sports                              | Libéral                                                   | 26 octobre 2021  | 25 juillet 2023  | 29e (Trudeau) | Patrimoine canadien                                          |
|                                                           |                                                           | Carla Qualtrough Ministre des Sports et de l’Activité physique    | Libéral                                                   | 26 juillet 2023  | 19 décembre 2024 | 29e (Trudeau) | Patrimoine canadien et Santé Canada                          |
|                                                           |                                                           | Terry Duguid Ministre des Sports                                  | Libéral                                                   | 20 décembre 2024 | 14 mars 2025     | 29e (Trudeau) | Patrimoine canadien                                          |
| Fonctions assurées par le ministre du Patrimoine canadien | Fonctions assurées par le ministre du Patrimoine canadien | Fonctions assurées par le ministre du Patrimoine canadien         | Fonctions assurées par le ministre du Patrimoine canadien | 14 mars 2025     | 13 mai 2025      | 30e (Carney)  | Patrimoine canadien                                          |
|                                                           |                                                           | Adam van Koeverden Secrétaire d'État aux Sports                   | Libéral                                                   | 13 mai 2025      | En fonction      | 30e (Carney)  | Patrimoine canadien                                          |

### Postes antérieurs
De 1976 à 1993 un poste de ministre d'État faisant partie du ministère de la Santé nationale et du Bien-être social est généralement chargé des questions liées au sport amateur et à la condition physique.

#### Secrétaire d'État (1999-2003)
| Titulaire Intitulé | Titulaire Intitulé | Titulaire Intitulé                                            | Parti   | Début           | Fin              | Cabinet        | Ministère           |
| ------------------ | ------------------ | ------------------------------------------------------------- | ------- | --------------- | ---------------- | -------------- | ------------------- |
|                    |                    | Denis Coderre Secrétaire d'État — Sport amateur               | Libéral | 3 août 1999     | 14 janvier 2002  | 26e (Chrétien) | Patrimoine canadien |
|                    |                    | Paul DeVillers Secrétaire d'État — Sport amateur              | Libéral | 15 janvier 2002 | 16 juin 2003     | 26e (Chrétien) | Patrimoine canadien |
|                    |                    | Paul DeVillers Secrétaire d'État — Activité physique et Sport | Libéral | 17 juin 2003    | 11 décembre 2003 | 26e (Chrétien) | Patrimoine canadien |

#### Ministre d'État (2003-2015)
| Titulaire Intitulé | Titulaire Intitulé | Titulaire Intitulé                        | Parti        | Début            | Fin              | Cabinet      | Ministère           |
| ------------------ | ------------------ | ----------------------------------------- | ------------ | ---------------- | ---------------- | ------------ | ------------------- |
|                    |                    | Stan Keyes Ministre d'État — Sports       | Libéral      | 12 décembre 2003 | 20 juillet 2004  | 27e (Martin) | Patrimoine canadien |
|                    |                    | Stephen Owen Ministre d'État — Sports     | Libéral      | 20 juillet 2004  | 6 février 2006   | 27e (Martin) | Patrimoine canadien |
|                    |                    | Michael Chong Ministre des Sports         | Conservateur | 6 février 2006   | 27 novembre 2006 | 28e (Harper) | Patrimoine canadien |
|                    |                    | Peter Van Loan Ministre des Sports        | Conservateur | 27 novembre 2006 | 3 janvier 2007   | 28e (Harper) | Patrimoine canadien |
|                    |                    | Helena Guergis Secrétaire d'État (Sports) | Conservateur | 4 janvier 2007   | 29 octobre 2008  | 28e (Harper) | Patrimoine canadien |
|                    |                    | Gary Lunn Ministre d'État (Sports)        | Conservateur | 30 octobre 2008  | 18 mai 2011      | 28e (Harper) | Patrimoine canadien |
|                    |                    | Bal Gosal Ministre d'État (Sports)        | Conservateur | 18 mai 2011      | 4 novembre 2015  | 28e (Harper) | Patrimoine canadien |